# Liposcelis triocellata
Liposcelis triocellata är en insektsart som beskrevs av Edward L. Mockford 1971. Liposcelis triocellata ingår i släktet Liposcelis och familjen boklöss. Inga underarter finns listade i Catalogue of Life.